# Bugatti Type 101
Pour les articles homonymes, voir Bugatti (homonymie) et 101 (homonymie).
La Bugatti Type 101 est une voiture de sport GT du constructeur automobile français Bugatti, conçue par Roland Bugatti, et construite en 1951 à huit exemplaires, un des derniers modèles de la marque d'origine. 

## Histoire
En 1951, après la disparition accidentelle de Jean Bugatti en 1939, puis d'Ettore Bugatti en 1947, Roland Bugatti (fils cadet d'Ettore, alors âgé de 25 ans), et Pierre Marco, ancien pilote et fidèle collaborateur historique d'Ettore, tentent de sortir la marque Bugatti de la faillite,,,. 

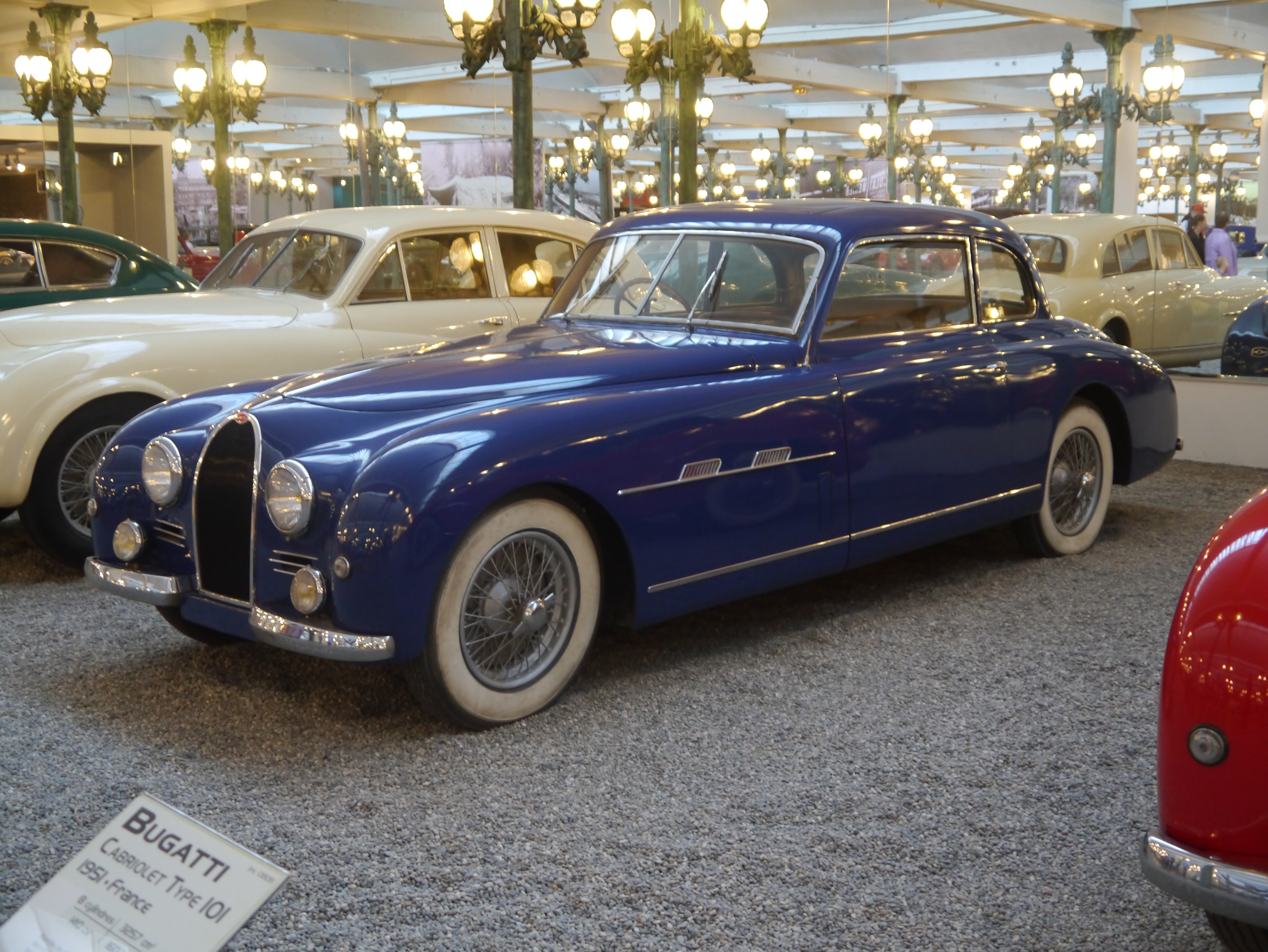
coach Gangloff.
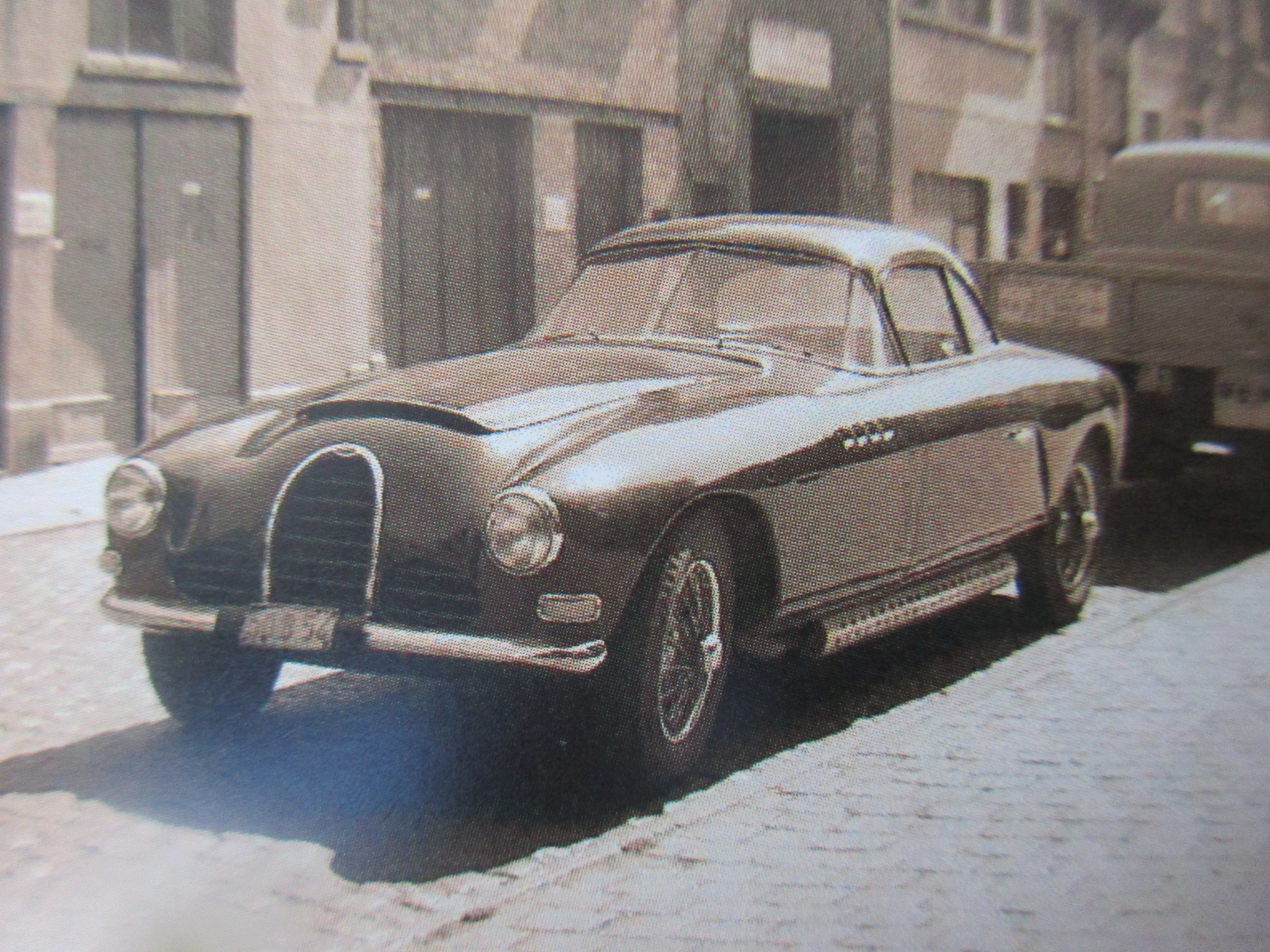
coupé Antem.
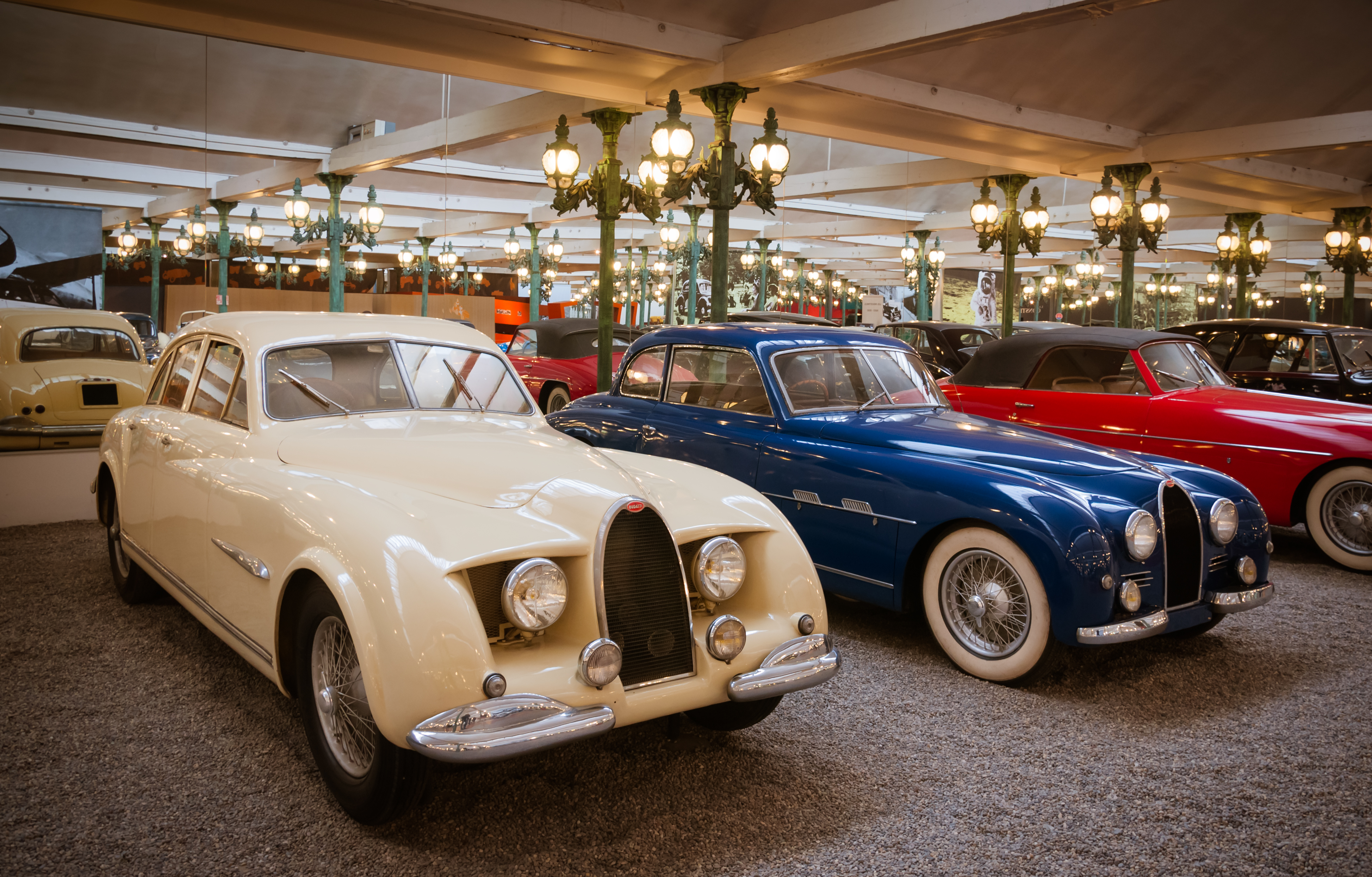
Prototype Type 100 berline 4 portes, et coach Gangloff.

Ils n'ont malheureusement pas le génie ni la formation ni les moyens financiers de leurs deux prédécesseurs. Ils tentent de produire sans succès commercial les Bugatti Type 73 en 1947, puis Bugatti Type 101, à base de châssis-moteur de Bugatti Type 57 de 1940,. Six modèles seulement sont vendus. Sept châssis sont carrossés par les quatre carrossiers de prestige Gangloff, Guilloré, Antem et Virgil Exner-Ghia.

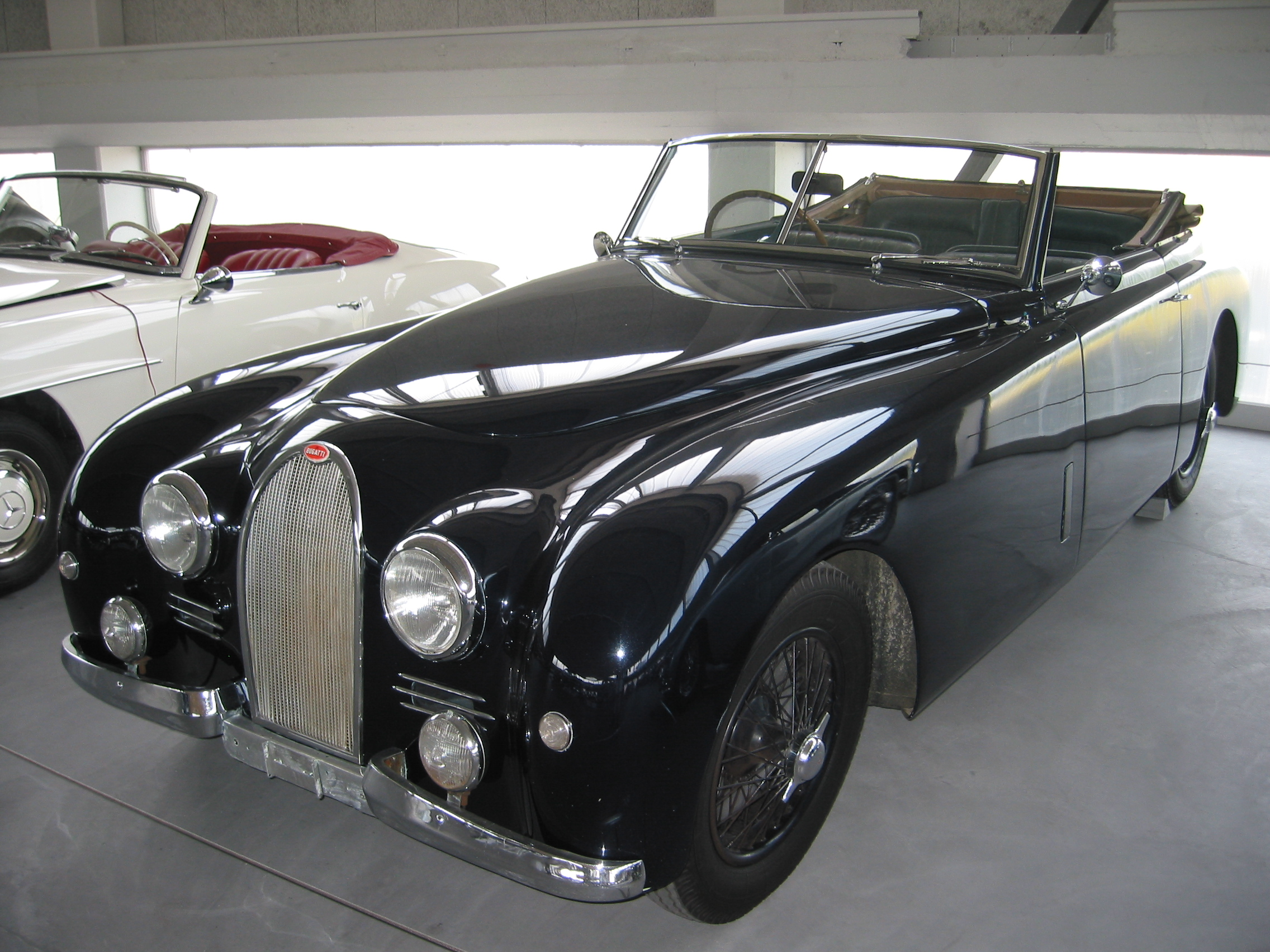
cabriolet Gangloff.
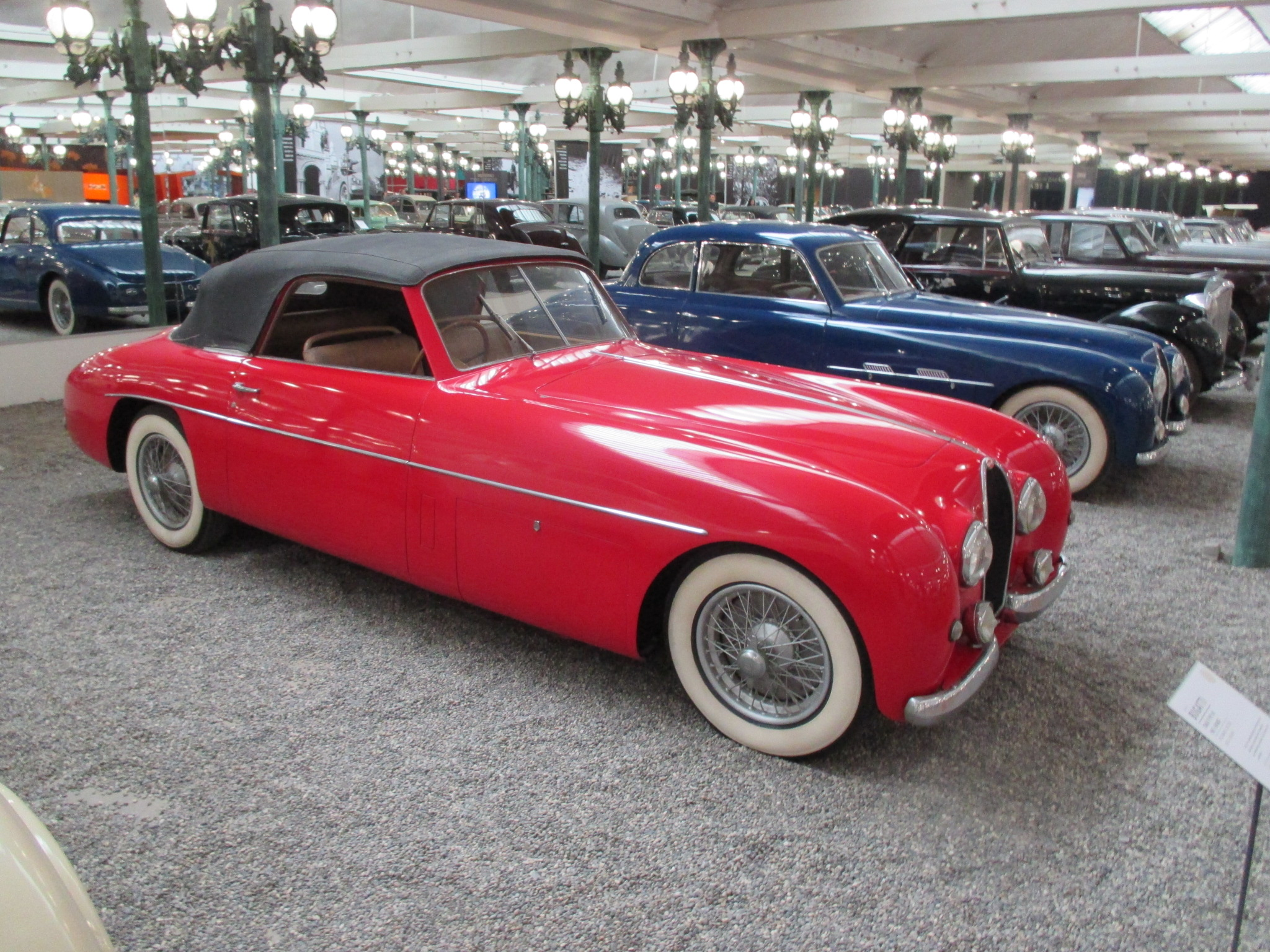
cabriolet Gangloff.

En 1956, une nouvelle tentative de « come-back » en compétition échoue avec la Bugatti Type 251. À la suite de l'ultime modèle Bugatti Type 252 de 1957, la marque et l'usine Bugatti sont revendues en 1963 au constructeur aéronautique français Hispano-Suiza.

## Technique
La Type 101 de 1956 reprend le châssis-moteur amélioré 8 cylindres en ligne de 3,3 L 16 soupapes double arbres à cames en tête des Bugatti Type 57 emblématiques de 1940 (une des Bugatti routières les plus mythiques de l’histoire de la marque). Un carburateur Weber remplace le modèle Stromberg d'avant guerre, et elle adopte une boîte de vitesses électromagnétique Cotal à quatre vitesses par présélection.

## Production
| Année | Numéro de châssis | Carrosserie                    | Remarques |
| ----- | ----------------- | ------------------------------ | --- |
| 1935  | 57299             | Coupé                          | |
| 1935  | 57314             | Cabriolet Stelvio par Gangloff | Convertie en Type 101 à l'usine à la suite de la requête de son propriétaire M. Dettwiller |
| 1951  | 57454             | Coupé Gangloff                 | Cette voiture est construite à partir d'une conversion d'une Type 57 exposée au Salon de l'automobile de Paris en 1951. Elle est actuellement exposée dans la collection Schlumpf avec le moteur de la 101503 (voir la photo)                   |
| 1952  | 101500            | 4 portes saloon Guillore       | Prototype Bugatti Type 100 berline 4 portes du designer Louis Lucien Lepoix (de), puis Bugatti Type 101 de couleur crème, de l'actuel collection Schlumpf                                                                                       |
| 1952  | 101501            | Cabriolet Gangloff             | Exposé au Salon de Paris de 1952. De couleur bleu clair, elle a été repeinte en bleu foncé. Appartenant anciennementau au muséum de l'Auto & Technik de Sinsheim en Allemagne. Elle est maintenant exposée au Pantheon Museum à Bâle en Suisse. |
| 1952  | 101502            | 2 portes coach Guillorê        | De couleur bleu foncé avec des hublots, la carrosserie était vraisemblablement destinée à une Delahaye. Elle a été vendue aux enchères pour 269 265 $ à la Rétromobile de Bonhams à Paris en 2008.                                              |
| 1952  | 101503            | Cabriolet Gangloff             | Actuellement elle possède le moteur de la 101504 et elle est exposée dans la collection Schlumpf. |
| 1951  | 101504            | Coupé Antem                    | Exposé au Salon de Paris en 1951 mais elle n'a pas été vendue jusqu'en 1958. Elle a appartenu à Bill Harrah et Nicolas Cage et maintenant elle est dans la collection O'Quinn depuis 2006.                                                      |
| 1965  | 101506            | Virgil Exner Roadster Ghia     | La Ghia a un châssis plus court de 46 cm. Son dernier propriétaire connu est William Lyon. |